# 澳門體育頻道

澳視體育時期的標誌

澳門體育頻道（簡稱澳門體育，舊稱澳視體育），於2009年10月9日啟播，是澳廣視的第五條頻道。

## 频道历史
澳視體育台主要都是直播或重播體育賽事為主，每次都有至少兩位粵語旁述主持節目，分雙語麗音直播。2009年10月开播后，每天下午18:00-次日凌晨1:00播出，收台期間转播澳門電台中文頻道。后來开播时间提早到11:59；2019年10月1日起提前至每天6:59開播，收播時間視節目而定，但不早於凌晨1:00（2020年2月11日至3月21日曾一度改為24小時廣播）。每天7:00、20:55、22:50会安排播出体育新闻。
澳視體育在奧運會期間，會播出奧運會比賽。但自北京奧運會開始，澳門地區的奧運會轉播權一直是中國中央電視台所有，而直至2019年底CCTV-5落地澳门之前，央視用來轉播奧運會的頻道無一在澳門落地播出，故央視授權澳廣視在奧運會期間轉播CCTV-5，澳廣視在轉播期間會自行配粵語解說。而澳视体育转播国外电视台体育频道的赛事（如FOX Sports）亦是如此。
自2009年开始到2016年，澳視體育大时段同步澳视高清，惟该安排後來取消。有时涉及版权问题，在其他网络电视上的网络直播通常是动态图片画面遮盖或关闭直播状态。
2020年1月1日起，澳視體育台更名为澳門體育頻道。

## 播放時間
本頻道每日播放時間為 10:00 - 翌日01:00。如01:00後有大型體育賽事直播，收播時間將會延後至該體育賽事結束。

## 全澳數字電視訊號發射頻道及頻率
| 發射站   | 頻段 | 頻道            | 頻道編號 | 功率 |
| -------- | ---- | --------------- | -------- | ---- |
| 東望洋山 | UHF  | 第48頻道 690MHz | 93       | 20W  |

## 外部連結
- 澳門廣播電視股份有限公司相關網站 - 澳視體育台
- 澳視體育的開畫面 （页面存档备份，存于）